# Alpaida cachimbo
Alpaida cachimbo là một loài nhện trong họ Araneidae.
Loài này thuộc chi Alpaida. Alpaida cachimbo được Herbert Walter Levi miêu tả năm 1988.